# Bullockia impressinervia
Bullockia impressinervia är en måreväxtart som först beskrevs av Diane Mary Bridson, och fick sitt nu gällande namn av Razafim., Lantz och Birgitta Bremer. Bullockia impressinervia ingår i släktet Bullockia och familjen måreväxter. Inga underarter finns listade i Catalogue of Life.